# Hum, Brda
Hum este o localitate din comuna Brda, Slovenia, cu o populație de 290 de locuitori.